# Univerzita Lille I
Univerzita Lille I, francouzsky plným názvem Université Lille I je francouzská vysoká škola, která se specializuje na přírodní vědy. Hlavní sídlo školy se nachází v Villeneuve-d'Ascq v kampusu Cité Scientifique. Ve školním roce 2012/2013 měla škola celkem 20 000 studentů. Univerzita vznikla 1854.

## Slavní profesoři & Významní absolventi
- Émile Borel,
- Pierre Bourdieu,
- Henri Cartan,
- Vladimir Jankélévitch,
- Louis Pasteur.